# 100 mètres masculin aux Jeux olympiques d'été de 1952 (athlétisme)
Pour un article plus général, voir Athlétisme aux Jeux olympiques d'été de 1952.
Navigation
Londres 1948 Melbourne 1956
L'épreuve du 100 mètres masculin aux Jeux olympiques de 1952 s'est déroulée les 20 et 21 juillet 1952 au Stade olympique d'Helsinki, en Finlande.  Elle est remportée par l'Américain Lindy Remigino.

## Résultats

### Finale
| Rang               | Athlète           | Pays             | Temps  |
| ------------------ | ----------------- | ---------------- | ------ |
| Médaille d'or      | Lindy Remigino    | États-Unis       | 10 s 4 |
| Médaille d'argent  | Herbert McKenley  | Jamaïque         | 10 s 4 |
| Médaille de bronze | McDonald Bailey   | Royaume-Uni      | 10 s 4 |
| 4                  | Dean Smith        | États-Unis       | 10 s 4 |
| 5                  | Vladimir Sukharev | Union soviétique | 10 s 5 |
| 6                  | John Treloar      | Australie        | 10 s 5 |

## Légende
Records et Performances
- AR : Record continental (area record)
- CR : Record des championnats (championship record)
- MR : Record du meeting (meet record)
- NR : Record national (national record)
- OR : Record olympique (olympic record)
- PR : Record paralympique (paralympic record)
- PB : Record personnel (personal best)
- SB : Meilleure performance personnelle de la saison (season's best)
- WL : Meilleure performance mondiale de l'année (world leader)
- WJR : Record du monde junior (world junior record)
- WR : Record du monde (world record)

Circonstances et Conditions
- DNF : N'a pas terminé (did not finish)
- DNS : N'a pas pris le départ (did not start)
- DQ : Disqualification (disqualification)
- NM : Aucun essai valable enregistré (No Mark)
- Q : Qualifié « directement » au prochain tour (ou à la prochaine compétition), lors d'une compétition majeure, grâce au classement ou à la réalisation des minima (automatic qualifier)
- q : Qualifié au prochain tour (ou à la prochaine compétition), lors d'une compétition majeure, grâce au repêchage ou à la réalisation de l'une des meilleures performances parmi celles des « non qualifiés directement » (grâce au meilleur temps ou à la meilleure distance par exemple) (secondary qualifier)